# Michael Dogs
Michael Dogs (* 4. August 1945) ist ein ehemaliger deutscher Handballspieler.

## Werdegang
Torhüter Dogs stieg 1966 mit dem VfL Bad Schwartau in die Handball-Bundesliga auf. 1974 zählte er zum Aufgebot der bundesdeutschen Nationalmannschaft, die bei der Weltmeisterschaft in der Deutschen Demokratischen Republik auf den neunten Platz kam. Zu diesem Zeitpunkt spielte er nach wie vor in Bad Schwartau.